# Mike Fraser
Pour les articles homonymes, voir Fraser.
 (novembre 2024).
Si vous disposez d'ouvrages ou d'articles de référence ou si vous connaissez des sites web de qualité traitant du thème abordé ici, merci de compléter l'article en donnant les références utiles à sa vérifiabilité et en les liant à la section « Notes et références ».
Mike Fraser est un producteur de musique et ingénieur du son canadien. Il est surtout connu pour ses collaborations avec AC/DC, Metallica, Aerosmith et Joe Satriani. Il a également travaillé avec Kelly Rowland, Elvis Costello, Jackie Greene et Sam Roberts.
Il a remporté le prix Juno du « meilleur ingénieur du son de l’année » (en anglais : Recording Engineer of the Year) à deux reprises, en 1989 et 1992 et a été nommé en 1995.

## Travaux
- 30 Odd Foot of Grunts : Bastard Life or Clarity
- AC/DC : The Razors Edge, Ballbreaker (coproduction), No Bull (réédition DVD seulement), Stiff Upper Lip, Stiff Upper Lip Live, Plug Me In, Black Ice, Rock Or Bust
- Adema : Insomniac's Dream
- Aerosmith : Permanent Vacation, Pump
- Airbourne : No Guts, No Glory (mixage)
- Amen : We Have Come for Your Parents, Death Before Musick
- Art of Dying : Art of Dying, Five Days at Rock Beach, le duo Die Trying avec Shaun Morgan
- Biffy Clyro : Puzzle
- The Blood Brothers, Burn Piano Island Burn
- Bloodsimple : Cruel World
- Blue Murder : Blue Murder, Nothin' But Trouble
- Bryan Adams : Reckless
- Chilliwack : Look In Look Out
- Colin James : Colin James
- Coverdale & Page : Coverdale - Page
- The Cult : Sonic Temple, Rare Cult
- Dan Reed Network : Dan Reed Network, Heat
- Dave Perkins : Innocence
- Dio : Strange Highways
- Disturbance : We Come Out at Night
- Glassjaw : Worship and Tribute
- Gob : F.U.
- Gorky Park : Gorky Park
- Green Dollar Colour : Green Dollar Colour
- Hatebreed : Rise of Brutality
- Hedley : Hedley
- Hinder : Extreme Behavior
- Jackyl : Push Comes to Shove, Cut the Crap, Stayin' Alive
- Jimmy Page : Pride and Joy
- Joe Satriani : Crystal Planet, Engines of Creation, Live in San Francisco, Is There Love in Space?, Super Colossal
- Kim Mitchell : I Am a Wild Party
- Koritni : Lady Luck, Game Of Fools
- Krokus : Blitz
- Loverboy : Loverboy
- Metallica : Live Shit: Binge and Purge, Load, ReLoad, Garage Inc.
- Mötley Crüe : Supersonic and Demonic Relics
- Paul Janz : Electricity
- Pete. : Pete.
- Poison Flesh & Blood
- Pound : Same Old Life
- The Power Station : Living in Fear
- Robert Palmer : Don't Explain
- Rush : Exit…Stage Left, Show of Hands
- Seals & Crofts : Sudan Village
- Shades Apart : Eyewitness
- Slipknot : Iowa
- Something Corporate : Leaving Through the Window
- Southgang : Tainted Angel
- Steeve Estatof : Le poison Idéal
- Team Sleep : Team Sleep
- Thunder (groupe de rock) : Backstreet Symphony, Behind Closed Doors, Only One
- Trust : Dans Le Même Sang, Fils De Lutte
- Tom Cochrane & Red Rider : Victory Day
- Van Halen : Balance
- Vex Red : Start with a Strong and Persistent Desire
- Vince Neil : Carved in Stone
- Yngwie Malmsteen : Seventh Sign, Archives